# Alan Whitehead (homme politique)
Alan Patrick Vincent Whitehead (né le 15 septembre 1950) est un homme politique britannique du Parti travailliste qui est député pour Southampton Test de 1997 à 2024. Il est ministre fantôme de la Sécurité énergétique, auparavant Green New Deal et Énergie, de 2015 à 2024. Il est sous-secrétaire d'État parlementaire aux transports, aux collectivités locales et aux régions de 2001 à 2002.

## Jeunesse et carrière
Alan Whitehead est né le 15 septembre 1950 à Isleworth, Londres, et fréquente l'Isleworth Grammar School. Il étudie la politique et la philosophie à l'Université de Southampton, où il est président de l'Union des étudiants de l'Université de Southampton et obtient un doctorat en sciences politiques.
De 1979 à 1982, il est directeur de l'association OUTSET, puis de 1983 à 1992, il travaille pour l'association BIIT, dont il est également directeur.
Whitehead est chef du conseil municipal de Southampton de 1984 à 1992 et professeur de politique publique au Southampton Institute. En tant que chef du conseil municipal de Southampton en 1986, Whitehead propose que le conseil municipal prenne des mesures pour devenir une « ville autonome » en matière de production d'énergie.

## Carrière parlementaire
Aux élections générales de 1979, Whitehead se présente comme candidat travailliste à New Forest, arrivant troisième avec 19,7 % des voix derrière le député conservateur sortant Patrick McNair-Wilson et le candidat libéral.
Whitehead se présente à Southampton Test lors de trois élections successives, 1983, 1987 et 1992. En 1983, il obtient 28,1 % des voix derrière le député conservateur sortant James Hill. Il arrive à nouveau deuxième en 1987 avec 33,3 % des voix, toujours derrière James Hill. En 1992, il arrive à nouveau deuxième derrière James Hill, avec 42,4 % des voix,.
Aux élections générales de 1997, Whitehead est élu député de Southampton Test avec 54,1 % des voix et une majorité de 13 684 voix. Il est réélu député de Southampton Test aux élections générales de 2001 avec une part des voix de 52,5 % et une majorité de 11 207 voix.
De juin 2001 à mai 2002, Whitehead est sous-secrétaire d'État parlementaire au ministère des Transports, du Gouvernement local et des Régions.
Whitehead est réélu aux élections générales de 2005 avec une part des voix de 42,7 % et une majorité de 7 018 voix.
En septembre 2006, Whitehead vote contre la guerre en Irak au motif que la mission n’avait pas reçu l’aval de l’ONU. Whitehead se rebelle en octobre 2009 contre le gouvernement sur le renouvellement du programme britannique Trident. Sa rébellion est imputée au fait qu'il est un partisan historique de la Campagne pour le désarmement nucléaire, ayant payé une souscription au Southampton CND en 1982.
Aux élections générales de 2010, Whitehead est réélu avec une part des voix de 38,5 % et une majorité de 2 413 voix. Il est réélu aux élections générales de 2015, avec une part des voix de 41,3 % et une majorité de 3 810 voix.
Il soutient Owen Smith lors des élections à la direction du Parti travailliste (Royaume-Uni) en 2016.
D'octobre 2016 à avril 2020, Whitehead est ministre fantôme de l'Énergie et du Changement climatique. il est l'un des 52 députés travaillistes qui défient Jeremy Corbyn et votent en février 2017 contre le déclenchement de l'article 50.
Lors des élections générales anticipées de 2017, Whitehead est réélu avec une part des voix de 58,7 % et une majorité de 11 508 voix. Il est réélu aux élections générales de 2019, avec une part des voix de 49,5 % et une majorité de 6 213 voix.
En mars 2020, Whitehead est nommé ministre fantôme de l'Énergie et du Green New Deal.
En janvier 2022, il annonce sa retraite aux prochaines élections générales.

## Vie privée
Whitehead épouse Sophie Wronska en 1979 et ils ont un fils et une fille.
Il est membre du Saints Trust et joue dans l'équipe de football parlementaire britannique. Il est professeur invité à la Faculté des médias, des arts et de la société de l'Université de Southampton Solent.